# Varég út

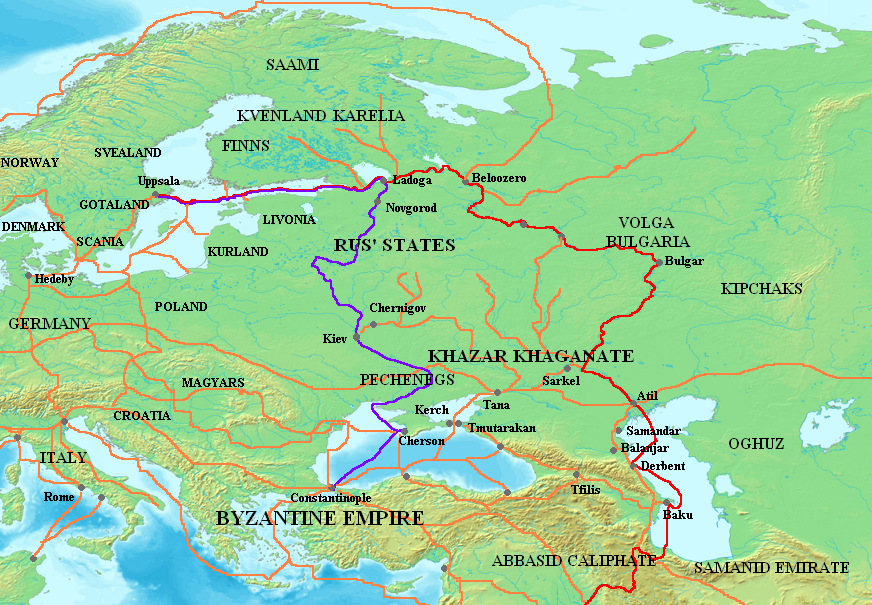
A varég kereskedelmi útvonalak: a volgai út (vörös) és a varég út (kék). Egyéb szín a többi kereskedelmi utat jelöli a 8–11. században

A varég út a varégoktól (vikingektől) a görögökig (Bizáncig) húzódó, azaz a Balti-tengert és a Fekete-tengert összekötő víziút-rendszer neve volt a középkorban. Útvonala a Balti-tengertől a Néván, a Ladoga-tavon, a Volhovon, az Ilmeny-tavon, a Lovatyon és  Dnyeperen a Fekete-tengerig haladt. A 11–12. század során a jelentősége fokozatosan elveszett, majd a mongol hódítást követően végleg megszűnt. 